# 太原白鸽
37°49′41″N 112°33′53″E / 37.82819°N 112.56467°E
太原白鸽，是中华人民共和国山西省太原市的一个服装品牌、三晋老字号，隶属于太原白鸽服装有限责任公司，前身为太原服装厂。

## 沿革
1955年4月，原私营华泰厚服装店、维新西服店、太原印染厂服装部、华兴服装店几家经过公私合营后组成太原华泰厚缝纫厂。1956年，改为太原缝纫厂。1962年7月，太原缝纫厂与太原童装厂、北郊劳保用品缝纫厂三家合并，组成国营太原缝纫厂，隶属太原市纺织品公司。1982年7月，经太原市财委批准，太原缝纫厂更名为太原服装厂，是1980年代山西省最大的服装生产厂家。1991年，直属太原市一商局领导。1998年，太原服装厂改制为太原白鸽服装有限责任公司，秦文堂担任董事长兼总经理。
2019年5月，山西省商务厅公示了首批“三晋老字号”名单，其中包括太原白鸽通过审核进行公示。